# Mikrofauna
Als Mikrofauna bezeichnet man bodenlebende Tiere, die kleiner als 0,2 mm sind. Tierische Organismen, die größer sind, sind der Mesofauna (von 0,2 mm bis 2 mm) zuzuordnen.
Zur Mikrofauna gehören vor allem Protozoen, wie Flagellaten, Wurzelfüßler und Wimpertierchen, aber auch kleine Fadenwürmer. Sie leben meistens saprophytisch oder als Bakterienfresser in den wassergefüllten Porenräumen des Bodens und im Wasserfilm um Bodenpartikel und Wurzeln.